# Buenavista (Quindío)
Pour les articles homonymes, voir Buenavista.
Buenavista est une municipalité située dans le département du Quindío en Colombie.

## Démographie
Selon les données récoltées par le DANE lors du recensement de la population colombienne en 2005, Buenavista compte une population de 2 954 habitants.

## Liste des maires
- 2020 - 2023 : Alexis Gómez Gómez